# Bandeira do Sul
Bandeira do Sul es un municipio brasilero del estado de Minas Gerais. Su población estimada en 2004 era de 5.309 habitantes. Está localizada en el Sur de Minas Gerais, confrontando al norte con Botelhos, al sur con Caldas, al este con Campestre y al oeste con Poços de Caldas.
La economía del municipio consiste básicamente en la agricultura y ganadería, y la principal fuente de salario en el pasado, eran las industrias de cerámicas.